# Atol Utirik

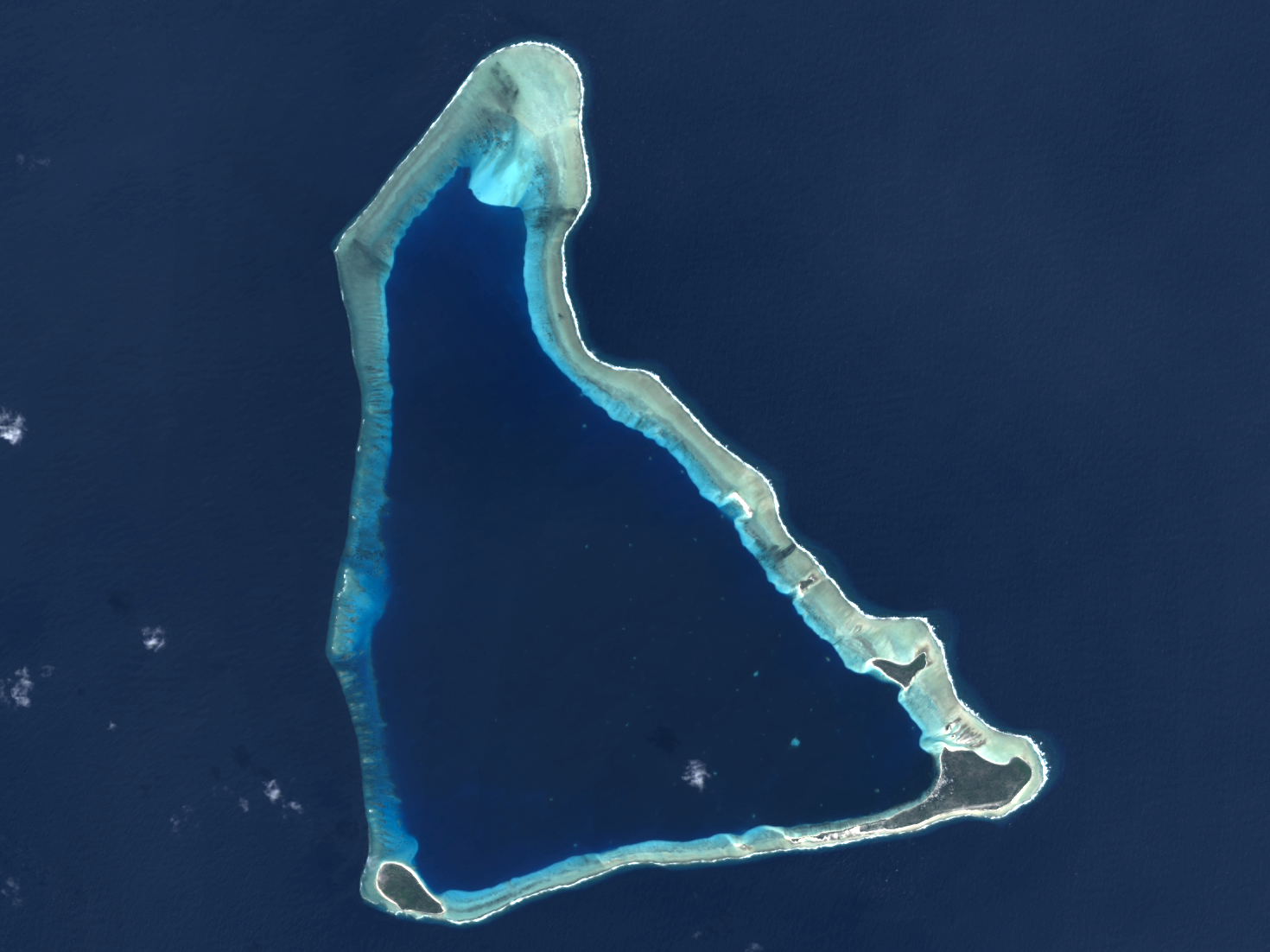
Atol Utirik

O Atol Utirik é um atol de 10 ilhas situado no Oceano Pacífico em 11° 15' 14" N 169° 48' E. Encontra-se nas Ilhas Ratak. 
As maiores ilhas são: Utirik, Aon, Bikrak, Pike, Āllok e Nalap. Tem cerca de 409 habitantes.